# Mecz szachowy ZSRR kontra reszta świata
Mecz szachowy ZSRR (później Rosja) kontra reszta świata – jedyna w swoim rodzaju rywalizacja w szachach. Rozegrano cztery takie turnieje.

## I mecz, Belgrad 1970
Pomysłodawcą rozegrania meczu drużyny Związku Radzieckiego z zespołem składającym się z najlepszych zawodników innych krajów był mistrz świata Max Euwe. Początkowo radziecka federacja szachowa była temu przeciwna, ale ostatecznie wyraziła zgodę, a organizacji tej imprezy podjęła się jugosłowiańska federacja szachowa, która wzorowo wywiązała się z tego obowiązku (m.in. fundując dwa samochody osobowe dla zwycięzców spotkań na dwóch pierwszych szachownicach). Sam mecz był wydarzeniem bezprecedensowym – najlepsi szachiści spoza ZSRR zmierzyli się z drużyną, w skład której wchodził aktualny oraz czterech byłych mistrzów świata, zaś pozostali zawodnicy byli wybitnymi arcymistrzami, wielokrotnymi pretendentami do tytułu mistrza świata oraz zwycięzcami wszystkich szachowych olimpiad od roku 1952. Potencjał drużyny reszty świata był o wiele mniejszy – reprezentowali ją co prawda zawodnicy światowej czołówki, ale niemający tak wybitnych osiągnięć jak ich przeciwnicy. 
Spotkanie rozegrano w Belgradzie w dniach 29 marca – 6 kwietnia 1970 roku na dystansie 4 rund oraz na dziesięciu szachownicach (każda z drużyn posiadała również dwóch rezerwowych, którzy mogli wystąpić na dowolnej szachownicy). Kapitanami zespołów byli Dmitrij Postnikow oraz Max Euwe. Po dwóch rundach drużyna ZSRR prowadziła już 11½ : 8½, co zapowiadało wysokie jej zwycięstwo. Wskazywało na to lepsze przygotowanie do spotkania (przed meczem zawodnicy radzieccy przebywali na specjalnym obozie treningowym), posiadanie w swoim sztabie dwóch trenerów sekundantów oraz prawdziwy duch w drużynie, czego szczególnie brakowało przeciwnikom. Jednak niespodziewane zwycięstwo 6 : 4, odniesione przez drużynę reszty świata w trzeciej rundzie, spowodowało nerwową atmosferę w szeregach zespołu radzieckiego (tym bardziej wzmocnioną fatalną grą mistrza świata Borisa Spasskiego, który w tej rundzie w minimalnie gorszej pozycji podstawił figurę). W ostatniej rundzie zanotowano remis, który ostatecznie dał zawodnikom radzieckim zaledwie minimalne zwycięstwo 20½ : 19½, co uznane zostało za sporą niespodziankę. W drużynie reszty świata zdecydowanie najlepiej zaprezentował się Bobby Fischer, natomiast w zespole radzieckim Paul Keres (obaj zdobyli po 3 punkty, ale wynik Fischera był o bardziej wartościowy).
|    | Związek Radziecki          | Reszta świata                     | I       | II    | III   | IV    |           |
| 1  | Boris Spasski Leonid Stein | Bent Larsen                       | ½       | 1 - 0 | 0 - 1 | 0 - 1 | 1½ - 2½   |
| 2  | Tigran Petrosjan           | Bobby Fischer                     | 0 - 1   | 0 - 1 | ½     | ½     | 1 - 3     |
| 3  | Wiktor Korcznoj            | Lajos Portisch                    | ½       | ½     | 0 - 1 | ½     | 1½ - 2½   |
| 4  | Lew Poługajewski           | Vlastimil Hort                    | 0 - 1   | ½     | ½     | ½     | 1½ - 2½   |
| 5  | Jefim Geller               | Svetozar Gligorić                 | 1 - 0   | ½     | ½     | ½     | 2½ - 1½   |
| 6  | Wasilij Smysłow            | Samuel Reshevsky Friðrik Ólafsson | ½       | 1 - 0 | 0 - 1 | 1 - 0 | 2½ - 1½   |
| 7  | Mark Tajmanow              | Wolfgang Uhlmann                  | 1 - 0   | 1 - 0 | ½     | 0 - 1 | 2½ - 1½   |
| 8  | Michaił Botwinnik          | Milan Matulović                   | 1 - 0   | ½     | ½     | ½     | 2½ - 1½   |
| 9  | Michaił Tal                | Mieczysław Najdorf                | ½       | 0 - 1 | 1 - 0 | ½     | 2 - 2     |
| 10 | Paul Keres                 | Borislav Ivkov                    | ½       | 1 - 0 | ½     | 1 - 0 | 3 - 1     |
|    |                            |                                   | 5½ - 4½ | 6 - 4 | 4 - 6 | 5 - 5 | 20½ - 19½ |

## II mecz, Londyn 1984
Na spotkanie rewanżowe trzeba było czekać aż 14 lat. Odbyło się ono w Londynie w dniach 23–30 czerwca 1984 roku. Jego oprawa była o wiele skromniejsza niż w pierwszym meczu, głównie dlatego, iż angielska federacja szachowa miała tylko dwa tygodnie na przygotowania, po wcześniejszej rezygnacji Belgradu i Rzymu. Podobnie jak w roku 1970, dużo silniej prezentował się skład drużyny radzieckiej (z aktualnym oraz trzema byłymi mistrzami świata), chociaż pod względem średniej punktacji rankingowej siły przeciwników były prawie jednakowe (ZSRR: 2594, reszta świata: 2593). Londyński mecz rozegrano według tej samej formuły co poprzedni: 4 rundy, 10 szachownic i 2 rezerwowych, którzy mogli zastąpić dowolnego zawodnika. Po remisie w pierwszej rundzie, zespół ZSRR zwyciężył w dwóch kolejnych i nawet minimalna porażka w rundzie ostatniej nie odebrała mu zwycięstwa, które ostatecznie wyniosło 21 : 19. Najlepszym zawodnikiem meczu był Ołeksandr Bielawski, który zdobył 3½ pkt.
|    | Związek Radziecki                       | Reszta świata                 | I     | II    | III     | IV      |         |
| 1  | Anatolij Karpow                         | Ulf Andersson                 | 1 - 0 | ½     | ½       | ½       | 2½ - 1½ |
| 2  | Garri Kasparow                          | Jan Timman                    | ½     | ½     | ½       | 1 - 0   | 2½ - 1½ |
| 3  | Lew Poługajewski Wołodymyr Tukmakow     | Wiktor Korcznoj               | ½     | 0 - 1 | ½       | ½       | 1½ - 2½ |
| 4  | Wasilij Smysłow Wołodymyr Tukmakow      | Ljubomir Ljubojević           | 0 - 1 | 1 - 0 | ½       | ½       | 2 - 2   |
| 5  | Rafajel Wahanian                        | Zoltán Ribli                  | ½     | ½     | ½       | 0 - 1   | 1½ - 2½ |
| 6  | Ołeksandr Bielawski                     | Yasser Seirawan Bent Larsen   | 1 - 0 | 1 - 0 | ½       | 1 - 0   | 3½ - ½  |
| 7  | Michaił Tal Ołeh Romanyszyn Michaił Tal | John Nunn Murray Chandler     | ½     | ½     | 1 - 0   | ½       | 2½ - 1½ |
| 8  | Jurij Razuwajew                         | Robert Hübner                 | ½     | ½     | ½       | ½       | 2 - 2   |
| 9  | Artur Jusupow Oleg Romaniszyn           | Anthony Miles                 | ½     | ½     | ½       | 0 - 1   | 1½ - 2½ |
| 10 | Andriej Sokołow Oleg Romaniszyn         | Eugenio Torre Murray Chandler | 0 - 1 | 1 - 0 | ½       | 0 - 1   | 1½ - 2½ |
|    |                                         |                               | 5 - 5 | 6 - 4 | 5½ - 4½ | 4½ - 5½ | 21 - 19 |

## III mecz, Madryt 1988
do uzupełnienia
ZSRR wygrało mecz z resztą świata 32½ do 31½.

## IV mecz, Moskwa 2002
Trzeci mecz między drużynami reszty świata a Rosji odbył się w dniach 8–11 września 2002 roku w Moskwie. Tym razem formuła została zmieniona – drużyny miały w swoich składach po 10 zawodników (oraz po 2 rezerwowych), ale rozegrali oni z sobą 10 rund systemem Scheveningen (każdy zawodnik grał z dziesięcioma zawodnikami drużyny przeciwnej, o ile wystąpił we wszystkich rundach), w dodatku tempem szachów szybkich (25 minut na rozegranie całej partii oraz dodatkowo po 10 sekund na każde posunięcie). W nowej formule lepsi okazali się zawodnicy reszty świata, którzy prowadzili od pierwszej rundy i w całym pojedynku zwyciężyli w stosunku 52 : 48. Najlepszym zawodnikiem meczu był Aleksiej Szyrow, który zdobył 7 punktów w 10 partiach.
| Reszta świata         |         | Rosja                 |         |
| Aleksiej Szyrow       | 7 (10)  | Jewgienij Bariejew    | 6 (10)  |
| Wasyl Iwanczuk        | 6 (10)  | Aleksandr Moroziewicz | 6 (10)  |
| Boris Gelfand         | 6 (10)  | Aleksandr Griszczuk   | 5½ (10) |
| Rusłan Ponomariow     | 6 (10)  | Piotr Swidler         | 5 (9)   |
| Péter Lékó            | 5½ (10) | Anatolij Karpow       | 5 (9)   |
| Viswanathan Anand     | 5 (9)   | Aleksiej Driejew      | 4½ (8)  |
| Teymur Rəcəbov        | 5 (10)  | Władimir Kramnik      | 4 (9)   |
| Ilja Smirin           | 4 (9)   | Garri Kasparow        | 4 (10)  |
| Nigel Short           | 2½ (8)  | Aleksandr Chalifman   | 3½ (9)  |
| Zurab Azmaiparaszwili | 2 (4)   | Siergiej Rublewski    | 3 (6)   |
| Judit Polgár          | 2 (7)   | Aleksandr Motylow     | 1 (6)   |
| Wladimir Hakopian     | 1 (3)   | Wadim Zwiagincew      | ½ (4)   |
|                       | 52      |                       | 48      |